# У Чжэнлун
У Чжэнлун (кит. 吴政隆, род. ноябрь 1964, Гаочунь, Цзянсу) — китайский государственный и политический деятель, начальник Секретариата (Канцелярии) Государственного совета КНР и Государственный советник правительства с 12 марта 2023 года.
Ранее секретарь (глава) парткома КПК провинции Цзянсу (2021—2022), губернатор провинции Цзянсу (2017—2021), секретарь горкома КПК Нанкина (2016—2017), глава горкома КПК Тайюаня (2014—2016).
Депутат Всекитайского собрания народных представителей 11-го созыва, кандидат в члены Центрального комитета КПК 18-го, член ЦК Компартии Китая 19-20-го созывов.

## Биография
Родился в ноябре 1964 года в городском районе Гаочунь, провинция Цзянсу.
В 1984 году окончил Тайюаньский промышленный институт (позже переименованный в Северный университет Китая) по специальности «производство машин и оборудования». Работал в структурах министерства военного снабжения и военной промышленности, затем переведён в Национальную комиссию по планированию на пост секретаря парткома КПК.
В 1999 году занял должность заместителя главы горкома КПК Чунцина вскоре после того, как город получил статус муниципалитета центрального подчинения. Позже последовательно занимал посты вице-губернатора, губернатора и секретаря райкома Ваньчжоу. Считается одним из «политически выживших в Чунцине», поскольку работал в администрации Бо Силая, который в 2012 году вместе со многими своими соратниками и сослуживцами попал под антикоррупционное расследование, был осуждён к пожизненному заключению и исключен из Компартии Китая. В мае 2013 года У Чжэнлун назначен заместителем секретаря горкома Чунцина — членом Постоянного комитета этого горкома.
В августе 2014 года после внезапного отстранения от должности Чэнь Чуаньпина (в ходе очередного антикоррупционного расследования) У Чжэнлун назначен новым секретарём парткома города Тайюань — членом Посткома партийного комитета КПК данного городского округа. Спустя два года возвращён в родную провинцию Цзянсу на пост заместителя секретаря парткома КПК провинции — главы парткома КПК города Нанкин. В мае 2017 года на 30-й сессии Постоянного комитета Собрания народных представителей 12-го созыва провинции назначен временно исполняющим обязанности губернатора Цзянсу, позже утверждён в должности губернатора провинции. Курировал совместный проект белорусско-китайского индустриального парка «Великий камень» в Нанкине.
18 октября 2021 года занял высшую региональную позицию секретаря (главы) парткома КПК провинции Цзянсу, утверждён на сессии Постоянного комитета Всекитайского собрания народных представителей 13-го созыва. 28 декабря 2022 года решением ЦК КПК заменён в этой должности Синь Чансином.
12 марта 2023 года на 5-м пленарном заседании 1-й сессии Всекитайского собрания народных представителей 14-го созыва утверждён в должностях Государственного советника и начальника Секретариата (Канцелярии) Госсовета КНР.